# Patto di Georgenberg

L'Austria intorno al 1250: l'Austria vera e propria (in rosso) e la Stiria (tratteggiata), in seguito acquisite dagli Asburgo

Il patto di Georgenberg (in tedesco Georgenberger Handfeste) fu un trattato firmato tra il duca Leopoldo V d'Austria e il duca Ottocaro IV di Stiria il 17 agosto 1186 al castello di Enns sul monte Georgenberg.
Leopoldo in quel frangente era reggente per il nipote minorenne Ulrico II di Carinzia, facendo sì che il ducato di Carinzia non si potesse intromettere nel trattato.
Il trattato consisteva in due parti: la prima parte fu un accordo in base al quale Ottocaro IV, senza figli e mortalmente malato, primo e ultimo duca stiriano della dinastia degli Ottocari che aveva contratto la lebbra durante la terza crociata, doveva cedere il suo ducato al duca austriaco Leopoldo V e a suo figlio Federico della dinastia francone dei Babenberg, con la clausola che l'Austria e la Stiria sarebbero state unite per sempre. La seconda parte del trattato consistette in una delimitazione dei diritti delle proprietà e dei cittadini della Stiria. È stata erroneamente definita dagli storici di lingua inglese una "Magna Carta stiriana", poiché ha cercato di mantenere i diritti dei ministeriali stiriani in previsione dell'acquisizione di Babenberg.
Il territorio della Stiria all'epoca andava ben oltre il moderno stato austriaco della Stiria e comprendeva terre non solo nella moderna Slovenia (Bassa Stiria), ma anche dell'Alta Austria, più precisamente nella regione di Traungau attorno alle città di Wels e Steyr, come così come i distretti attuali di Wiener Neustadt e Neunkirchen nella Bassa Austria.
La successione avvenne alla morte di Ottocaro nel 1192 e da allora, come da trattato, la Stiria rimase legata all'Austria. Il trattato fu riconosciuto dall'imperatore Federico II nel 1237. Il trattato rimase valido anche sotto la dinastia degli Asburgo, dopo che la linea dei duchi di Babenberg si estinse nel 1246, nonostante alcuni periodi in cui terre della Stiria erano governate da rami cadetti nell'Austria interna. Il patto di Georgenberg fu quindi il primo passo verso la creazione di un complesso di "terre ereditarie" della monarchia asburgica.
Il patto costituì parte integrante della costituzione austriaca fino alle rivoluzioni del 1848. Il documento originale è conservato presso l'archivio statale della Stiria a Graz.